# والتر جيمس سكوت
والتر جيمس سكوت (بالإنجليزية: Walter James Scott)‏ هو أكاديمي نيوزيلندي، ولد في 23 ديسمبر 1902، وتوفي في 19 فبراير 1985.